# Introduction (musique)
Pour les articles homonymes, voir Introduction.
En musique, l' introduction est un passage ou une partie qui ouvre un mouvement ou une pièce. L'introduction établit la mélodie, l'harmonie, ou les rythmes du corps principal de l'œuvre.